# Severiano Goiburu
Severiano Goiburu Lopetegi, noto anche come Seve Goiburu (Pamplona, 8 novembre 1906 – Pamplona, 31 luglio 1982), è stato un calciatore e giocatore di palla basca spagnolo, di ruolo centrocampista.

## Biografia
Era uno dei sei figli di Concepción Lopetegui e Carlos Goiburu, il quale era un agronomo. Iniziò a giocare a calcio a Tudela, presso il Collegio dei Gesuiti di San Francisco Javier.
A 13 anni Severiano si trasferì con la famiglia per motivi di lavoro prima a Madrid, successivamente a Cangas del Narcea (nelle Asturie), per poi fare ritorno nella capitale spagnola.
A 19 anni fece ritorno a Pamplona.
Morì a Pamplona nel 1982..

## Carriera

### Club
Iniziò la carriera nell'Osasuna, squadra della sua città natale. Qui ebbe come compagni di squadra due suoi fratelli, Jesús ed Estanis.
Nel 1928, in occasione dei Giochi Olimpici di Amsterdam, il ventunenne Goiburu fu convocato da José Ángel Berraondo nella Nazionale spagnola. All'epoca, le Olimpiadi erano riservate ad atleti non professionisti.
Goiburu rifiutò la convocazione a causa dei suoi genitori, che non volevano che loro figlio si distraesse dagli studi.
Goiburu sarebbe potuto diventare il primo atleta originario della Navarra a partecipare ai Giochi Olimpici, ma a causa della sua assenza il primo fu lo schermidore Joaquín García Orcoyen. 
Il calciatore non fu iscritto alla competizione, perciò anche una volta che ebbe terminato i suoi esami, non poté aggregarsi alla selezione nel Paesi Bassi per motivi burocratici. La Spagna uscì dal torneo ai quarti di finale contro l'Italia.
Goiburu restò all'Osasuna per un altro anno, prima di accettare il trasferimento al Barcellona per 50000 pesetas. Questo segnò il suo passaggio al calcio professionistico, con l'esordio in Primera División che arrivò alla prima giornata della stagione 1929-1930, in occasione di una vittoria casalinga per 3-0 contro la Real Sociedad, in cui il centrocampista navarro segnò anche una doppietta. Concluse la sua prima stagione con 8 gol in 11 partite.
Nel 1934 passò al Valencia, sempre in massima serie. Esordì il 2 dicembre 1934 contro l'Arenas Club de Getxo. Segnò una rete che non bastò a evitare la sconfitta per 2-1.
Il campionato spagnolo venne interrotto dal 1936-1939 a causa della Guerra civile spagnola. Si ritornò a giocare alla fine delle ostilità.
Nel 1940-1941 vinse la Coppa del Generalísimo, battendo in finale l'Español. A fine anno Goiburu si ritirò.

### Nazionale
Goiburu giocò 12 partite con la nazionale spagnola, dal 1926 al 1933, segnando cinque gol. Debuttò a Vigo contro l'Ungheria il 19 dicembre 1926 (4-2 per la Spagna). Fu il primo giocatore dell'Osasuna a esordire in nazionale.
Il 15 maggio 1929, in una partita tra Spagna e Inghilterra disputata a Madrid, Goiburu segnò il gol del definitivo 4-3.

## Dopo il ritiro
Dopo il ritiro dal calcio, Seve Goiburu si dedicò alla palla basca, sport che aveva praticato anche durante l'infanzia. Nel 1943 vinse il titolo di campione di Spagna, in coppia con il fratello del navigatore navarro Carlos Etayo.

## Palmarès
- Coppa di Spagna: 1

Valencia: 1941.